# رمو جرمانی
رمو جرمانی (ایتالیایی: Remo Germani؛ ۳۱ مه ۱۹۳۸ – ۱۸ اکتبر ۲۰۱۰) خواننده و بازیگر اهل ایتالیا بود.
مابین سال‌های ۱۹۶۴ تا ۱۹۶۷ میلادی، او در چهار دوره از جشنواره موسیقی سانرمو مشارکت داشت و در تعدادی فیلم موزیکال ایتالیایی نیز بازی کرد.
از فیلم‌های او می‌توان به این دنیای دیوانهٔ دیوانهٔ ترانه اشاره کرد.